# Sân bay quốc tế McAllen Miller
Sân bay quốc tế McAllen Miller là một sân bay có cự ly 4 km về phía nam khu vực kinh doanh trung tâm của McAllen, quận Hidalgo, tiểu bang Texas, Hoa Kỳ. Sân bay này phục vụ 344.302 lượt khách lên máy bay năm 2010. Sân bay có diện tích 150 ha và có 2 đường băng bề mặt phủ nhựa đường.